# La maison est noire
Pour plus de détails, voir Fiche technique et Distribution.
La maison est noire (en persan : خانه سیاه است, Kẖạneh sy̰ạh ạst) est un film iranien réalisé par Forough Farrokhzad, sorti en 1963.
Ce film, qui a ouvert la voie à la Nouvelle Vague iranienne, est un court métrage documentaire sur la vie des lépreux.

## Fiche technique
- Titre original : (en persan : خانه سیاه است, Kẖạneh sy̰ạh ạst)
- Titre français : La maison est noire
- Réalisation et scénario : Forough Farrokhzad
- Pays d'origine : Iran
- Format : Noir et blanc - 16 mm - 1,37:1 - Mono
- Genre : court métrage, documentaire
- Durée : 20 minutes
- Date de sortie : 1963

## Distribution
- Forugh Farrokhzad : la narratrice
- Ebrahim Golestan : le narrateur
- Hossein Mansouri : lui-même